# Банковская система Ирака
Банковское дело является развивающимся сектором экономики Ирака.

## Обзор банковского сектора
На декабрь 2010 года в Ираке действовало 43 банка, в том числе 7 государственных банков, 22 частных банка, 8 исламских банков и 6 иностранных банков. На конец 2009 года объём активов (пассивов) в банковском секторе Ирака составил 334 236 902 млн иракских динар, в том числе на государственные банки приходилось 97,4 % от всей суммы активов, при чём на самый крупный государственный банк — Rafidain Bank — приходилось 85,5 % от всей суммы активов. Общее количество отделений банков на конец 2009 года составило 774, в том числе государственных банков — 391. Количество банков по сравнению с 2003 годом увеличилось почти в 2 раза (на 20 банков), а количество отделений увеличилось на треть (в основном за счёт увеличения количества отделений частных банков со 146 до 383). Функции по регулированию финансового сектора экономики, осуществлению банковского надзора и денежно-кредитной политики возложены на Центральный банк Ирака.

## История
Когда Ирак ещё был частью Османской империи, на его территории имели хождение как европейские валюты, так и турецкий фунт. С установлением британского мандата после Первой мировой войны Ирак был включён в индийскую валютную систему, и индийская рупия стала основной валютой в стране. В 1931 году в Лондоне был создан Иракский валютный совет (англ. Iraq Currency Board), решавший вопросы выпуска и создания резервов нового иракского динара. Валютный совет регулировал денежно-кредитную политику в Ираке. До 1959 года динар был привязан к британскому фунту. В 1947 году был создан Национальный банк Ирака. В 1949 году Валютный совет прекратил свою деятельность и полностью передал все функции и сформированные резервы Национальному банку.
Появившиеся в последние годы Османской империи коммерческие банки стали существенным фактором, повлиявшим на внешнюю торговлю во времена британского мандата. Британские банки преобладали в банковской системе, но в данном секторе экономики продолжали работать маклеры, занимавшиеся выдачей кредитов и рядом других банковских услуг. Увеличение количества банковских услуг было затруднено из-за ограниченного использования денег, неразвитости экономики и небольшого количества сбережений, в основном банки предоставляли услуги для развития внешней торговли.
В середине 1930-х годов иракское правительство решило создать ряд банков для того, чтобы сделать кредит доступным для других секторов экономики. В 1935 году был основан государственный банк Agricultural and Industrial Bank, который в 1941 году был преобразован в два банка: Agricultural Cooperative Bank и Industrial Bank of Iraq. В 1941 году был создан Rafidain Bank, который до 1947 года исполнял функции центрального банка. В 1948 году был основан Real Estate Bank, основной функцией которого является финансирование покупки жилья частными лицами. В 1951 году был создан Mortgage Bank, в 1956 году — Cooperative Bank. С ростом экономики в Ираке помимо государственных банков начали открываться филиалы иностранных банков и частные иракские банки.
Подражая социалистической политике египетского лидера Абделя Насера, иракское правительство Салама Арефа национализировало в 1965 году все частные коммерческие банки и филиалы иностранных коммерческих банков. Правительство закрыло все национализированные банки и перевело банковские счета клиентов в государственный коммерческий банк Rafidian Bank, который принадлежал Министерству финансов Ирака. В результате количество отделений Rafidian Bank выросло за счёт увеличения обслуживаемых клиентов, но при этом для управления такой большой сетью отделений банку не хватало персонала. К тому же национализация частных банков вызвала отток лучших менеджеров из банковской отрасли и недоверие среди иностранных инвесторов. Данные факторы привели к снижению эффективности и качества обслуживания банковской системы страны.
В ответ на неспособность Rafidian Bank нормально осуществлять свои функции и обслуживать клиентов, в начале 1970-х годов Центральный банк Ирака и Министерство финансов Ирака предложили правительству организовать новый государственный банк. В 1988 году был создан Rasheed Bank, также принадлежащий Министерству финансов. Rafidian Bank и Rasheed Bank взяли на себя функции по обслуживанию частного сектора и государственных предприятий.
После Первой войны в Персидском заливе иракское правительство вновь санкционировало создание частных банков. Крупные промышленники и семьи торговцев воспользовались данной ситуацией и создали частные банки для кредитования бизнеса. Помимо банков, занимавшихся кредитованием крупного бизнеса, появились банки, кредитовавшие малые предприятия (например, Economy Bank, Basrah Private Bank). Государственные банки теперь должны были обслуживать только государственные предприятия.
Последствия Второй войны в Персидском заливе были разрушительными для государственных и частных банков. Государственные банки пострадали больше всего: Rafidian Bank был ограблен на сумму около 300 млн долларов США, его головной офис и многие отделения были полностью разграблены и сожжены. Потери Rasheed Bank составили 138 млрд иракских динар, что эквивалентно 69 млн долларов США. Многие частные банки передали свои деньги в хранилища Центрального банка Ирака ещё до войны, что позволило им избежать тяжёлых финансовых потерь, которые были характерны для крупных государственных коммерческих банков.
В банковском секторе Ирака проводятся реформы, направленные на развитие электронных платёжных систем, частного банковского сектора и реструктуризацию государственных банков. 

## Правовое регулирование
Современная банковская система Ирака регулируется тремя законами, принятыми в 2004 году:
- Законом о Центральном банке Ирака (англ. Central Bank of Iraq Law)
- Законом о банковской деятельности (англ. Banking Law)
- Законом по борьбе с отмыванием денег (англ. Anti-Money Laundering Law)